# 拟奇异球蛛
拟奇异球蛛（学名：Theridion submirabilis）为球蛛科球蛛属的动物。在中国大陆，分布于福建、海南等地，常生活于树叶背面。该物种的模式产地在福建龙栖山、海南尖峰。